# Dick Lowry
Pour les articles homonymes, voir Lowry.
Dick Lowry est un réalisateur et producteur américain né le 15 septembre 1944 en Oklahoma (États-Unis).

## Filmographie

### comme réalisateur

#### Cinéma
- 1975 : The Drought
- 1983 : Smokey and the Bandit Part 3
- 1992 : Skin (court métrage)

#### Téléfilm
- 1980 : OHMS
- 1980 : Kenny Rogers, le joueur (en) (Kenny Rogers as The Gambler)
- 1980 : The Jayne Mansfield Story
- 1981 : Angel Dusted
- 1981 : Coward of the County
- 1981 : A Few Days in Weasel Creek
- 1982 : Rascals and Robbers: The Secret Adventures of Tom Sawyer and Huck Finn
- 1982 : Missing Children: A Mother's Story
- 1983 : Living Proof: The Hank Williams, Jr. Story (en)
- 1983 : Kenny Rogers as The Gambler: The Adventure Continues (en)
- 1984 : Pigs vs. Freaks (en)
- 1984 : L'Or du fond des mers (en) (Wet Gold)
- 1984 : Mister T, l'homme le plus fort du monde (The Toughest Man in the World)
- 1985 : Jeux de glaces (Murder with Mirrors)
- 1985 : Wild Horses
- 1987 : American Harvest
- 1987 : Kenny Rogers as The Gambler, Part III: The Legend Continues (en)
- 1988 : Affaire classée (Case Closed)
- 1988 : Extrême violence (In the Line of Duty: The F.B.I. Murders)
- 1989 : Unconquered (en)
- 1989 : Howard Beach: Making a Case for Murder
- 1990 : Panique en plein ciel (Miracle Landing)
- 1990 : Archie: To Riverdale and Back Again (en)
- 1990 : Un flic à abattre (In the Line of Duty: A Cop for the Killing)
- 1991 : Meurtre entre chiens et loup (In the Line of Duty: Manhunt in the Dakotas)
- 1991 : The Gambler Returns: The Luck of the Draw (en)
- 1992 : Jusqu'à ce que la mort nous sépare (A Woman Scorned: The Betty Broderick Story)
- 1992 : In the Line of Duty: Street War (en)
- 1992 : Jusqu'à ce que le meurtre nous sépare (Her Final Fury: Betty Broderick, the Last Chapter)
- 1993 : In the Line of Duty: Ambush in Waco (en)
- 1994 : Le Prix de la vengeance (In the Line of Duty: The Price of Vengeance)
- 1994 : One More Mountain
- 1995 : Texas Justice
- 1995 : A Horse for Danny
- 1995 : In the Line of Duty: Hunt for Justice
- 1996 : Pompiers d'élite (Smoke Jumpers)
- 1996 : Opération Alf (Project: ALF)
- 1996 : Péchés oubliés (en) (Forgotten Sins)
- 1997 : In the Line of Duty: Blaze of Glory
- 1997 : Last Stand at Saber River
- 1997 : Two Came Back (en)
- 1998 : Mr. Murder
- 1999 : Atomic Train
- 1999 : Dangereuse révélation (A Murder On Shadow Mountain)
- 1999 : Y2K
- 2001 : Attila le Hun (Attila)
- 2001 : La Bonne Étoile (Follow the Stars Home)
- 2001 : A la poursuite du diamant de Jeru (The Diamond of Jeru)
- 2002 : L'Enfant du passé (Little John)
- 2002 : Le Cœur d'un autre (Heart of a Stranger)
- 2004 : Cyclone, catégorie 6 : Le choc des tempêtes (Category 6: Day of Destruction)
- 2005 : Cyclone Catégorie 7 : Tempête mondiale (Category 7 : The End Of the World)
- 2005 : Un Noël à New York (Silver Bells)
- 2011 : Jesse Stone : Innocence perdue (Jesse Stone: Innocents Lost)

#### Série télévisée
- 1973 : Barnaby Jones
- 1979 : Buck Rogers au XXVe siècle (Buck Rogers in the 25th Century)
- 1986 : Dream West (mini-série)
- 1989 : Médecin à Honolulu (en) (Island Son)
- 2001 : Preuve à l'appui (Crossing Jordan) (1 épisode)
- 2001 : New York Police Blues (NYPD Blue) (1 épisode)

### comme producteur
Les téléfilms sont tous réalisés par Dick Lowry.
- 1975 : The Drought
- 1983 : Kenny Rogers as The Gambler: The Adventure Continues (en)
- 1989 : Unconquered (en)
- 1990 : Panique en plein ciel (Miracle Landing)
- 1990 : Un flic à abattre (In the Line of Duty: A Cop for the Killing)
- 1991 : Meurtre entre chiens et loup (In the Line of Duty: Manhunt in the Dakotas)
- 1992 : In the Line of Duty: Street War (en)
- 1992 : Jusqu'à ce que le meurtre nous sépare (Her Final Fury: Betty Broderick, the Last Chapter)
- 1993 : In the Line of Duty: Ambush in Waco (en)
- 1994 : Le Prix de la vengeance (In the Line of Duty: The Price of Vengeance)
- 1995 : In the Line of Duty: Hunt for Justice
- 1996 : Pompiers d'élite (Smoke Jumpers)
- 1997 : In the Line of Duty: Blaze of Glory

## Récompenses
- Western Heritage Awards 1998 : Cow-boy de bronze pour Last Stand at Saber River